# マルヨシセンター
株式会社マルヨシセンター（英: Maruyoshi Center Inc.）は、香川県高松市に本社を置く、スーパーマーケットやレストランなどの運営を行う企業である。

## 概要
ジョン・ワナメイカーに啓発され、徳島県内で小売業に携わっていた矢野憲作が1961年高松市常盤街に（マルヨシセンターの前身）（有）トキワフードセンターを開業。後の社長となる佐竹文彰は大学在学中より経営参加を誘われ1963年晩秋に入社意思を固める。1970年組織をマルヨシセンターに改組。1971年矢野は業績好調のさなか5年後の社長交替を提言。佐竹は後継指名を受諾し矢野は慈善活動に注力することとなる。
スーパーマーケット「マルヨシセンター」の展開・運営を中核事業とし、他に小規模ではあるが外食事業（レストラン）を運営する。スーパーマーケット部門ではオール日本スーパーマーケット協会（AJS）に参加しており、地元である香川県を中心に、愛媛県、徳島県、兵庫県（シーパ店（西淡店）・洲本店の淡路島地域のみ）に計38店舗を展開している。店舗名称は「マルヨシセンター」のみであったが、2016年7月に上級ブランドとして「グランデリーズ」（Grandelies）を立ち上げている。マーク（ロゴ）は赤い丸に白で「M」をデザイン化したものが描かれている。
スーパーマーケット部門ではここ数年、1年間に1店舗の新規出店、既存店舗の改装を進めている。例えば2007年には、3月にシーパ店、5月26日には茜町店の改装工事がそれぞれ完了・リニューアルオープンしたほか、4月3日には愛媛県西条市に出店している。
同じく香川県内に本部を置く、マルナカとは営業時間が異なり、マルヨシセンターの方が夜間営業を行っている店舗が多い。店舗によって多少の差はあるものの、松山市や高松市でも、午前0時まで営業する店舗が幾つか存在する。また徳島市には、唯一の24時間営業店舗である渭北（いほく）店も存在する。渭北店は24時間営業を行う一方で、不定期に休業することがあり、この休業については直前の新聞折込広告にて予告される。このような24時間営業店舗をもつ理由は定かではないものの、徳島市内には複数の24時間営業を行うスーパーが存在するため、そのための対抗策とも考えられる。
一方でレストラン部門においては、かつては香川県、徳島県内にレストランを多数営業していたが、近年の外食産業の不況と競争激化に伴い不振が続き、大きく規模を縮小している。最盛期には13店舗を展開する同部門最大の業態・ブランドであったファミリーレストランの「ぐり～んはうす」を2009年3月末（2008年度末）で全店閉店したのを筆頭に、和食レストランの「円居（まどい）」（高松市国分寺町、徳島市川内町の2店舗、2010年10～11月にかけて全店閉店）、魚介料理を中心とする洋食レストランでレストラン・ウエディングも手掛けていた「カサ・デル・マール」（坂出市の瀬戸大橋記念公園内、2009年2月末で閉店）の3業態につき全店閉鎖・撤退を行っており、高松市南新町にあった「うどんや」も2016年10月に撤退し、現在はサンポート高松にある「ミケイラ」のみの運営となっている。
2006年には一部店舗でクレジットカードでの支払いを可能にし、Smartplusにも対応したが、使用できるのは（平成の）合併前（すなわち2005年9月以前の市域）の高松市内の店舗のみにとどまり、全店拡大しないまま2008年7月31日23時をもって取り扱い中止することになった。利用可能時間は9:00 - 23:00に限られていた。同年4月にはQUICPay・Edyにも対応し、こちらに統一されることとなった。その後2019年7月にに全店舗でクレジットカードの取扱いを開始している。また、高松琴平電気鉄道片原町駅の構内にある片原町店に限り、IruCaも利用可能である。
なお、2016年にローソンとフランチャイズ契約を結んでコンビニエンススストア事業に参入し、同年7月6日に観音寺柞田町黒渕店を開業したが、これは失敗に終わり、1年もしない2017年5月31日に閉店している。

## 沿革
- 1961年（昭和36年） 3月 - 香川県高松市常磐街に矢野憲作が有限会社トキワフードセンターを設立。
- 1970年（昭和45年） 9月 - 会社組織を変更し、株式会社マルヨシセンターとする。
- 1972年（昭和47年） 2月 - 香川県綾歌郡国分寺町（現 高松市国分寺町)に本部社屋および配送センターを設置。
- 1973年（昭和48年） 7月 - 株式会社サンフラワー（食品スーパーマーケット）を設立。
- 1978年（昭和53年） 1月 - 株式会社サンフラワーと共同で、衣料品と食品を併設したモデル店、三条店（香川県高松市、現存せず）を開店。
- 1979年（昭和54年） 7月 - 株式会社サンフラワーを合併し、食品主体のスーパーマーケットへ転換。
- 1983年（昭和58年）10月 - 株式会社ぐりーんはうす（レストラン業）の全株式を取得。
- 1993年（平成 5年） 2月 - 卸売業3社との共同出資で株式会社レックス（加工食品・雑貨の物流センター）を設立。(現・連結子会社)
- 1996年（平成 8年） 9月 - 大阪証券取引所市場第二部に株式を上場。
- 1997年（平成 9年） 5月 - 綾上カミサリー（精肉・鮮魚の加工と水関連商品の製造）を香川県綾歌郡綾上町(現 綾川町)に設置。
- 2002年（平成14年） 3月 - 物流部を株式会社レックスに統合する。
- 2002年（平成14年）12月 - 宇多津・綾上両カミサリーでISO9001：2000を取得。
- 2005年（平成17年） 9月 - 食品加工製造部門（宇多津カミサリー・綾上カミサリー）を分社化し、株式会社フレッシュデポを子会社として設立。
- 2012年（平成24年）10月 - 株式会社レックスの株式を追加取得し、持分法適用関連会社から連結子会社とする。
- 2013年（平成25年）7月 - 大阪証券取引所と東京証券取引所の現物株市場統合に伴い、東京証券取引所市場第二部に上場。
- 2019年（令和元年）11月 - 西日本で「ゆめタウン」などを展開するイズミと業務資本提携を締結。[10]
- 2020年（令和2年）1月 - 本店所在地を本部（香川県高松市国分寺町）に移転。
- 2023年（令和5年）5月9日 - イズミとの商品仕入れ、物流、システム統合を行うと発表。[11]

## スーパーマーケット店舗

### 過去に存在した店舗

#### 香川県
- 鶴市店 - 高松市鶴市町1010[12]、1992年11月11日開店[12]-2020年9月30日閉店[13]
- 一宮店 - 高松市一宮町303-1[12]、1983年12月4日開店[14]
- 浅野店 - 香川郡香川町浅野2223[12]、1991年9月1日開店[12]
- 郡家店 - 丸亀市郡家町1860-1[12]、1994年9月1日開店[12]
- 琴平店 - 仲多度郡琴平町355[12]、1977年3月12日開店[12]
- 三条店 - 高松市三条町62-1[12]、1978年1月14日開店[12]
- 三本松店 - 大川郡大内町三本松695[12]、1971年11月14日開店[12]
- 滝宮店 - 綾歌郡綾南町大字滝宮421[12]、1978年5月20日開店[12]
- 田村店 - 丸亀市田村町橋ノ江坪1308[12]、1978年4月28日開店[12]
- 浜の町店 - 高松市浜の町312-4[12]、1981年11月13日開店[12]
- 藤塚店 - 高松市藤塚町2-11藤塚コーポ内[12]、1974年5月1日開店[12]
- 水田店 - 高松市東山崎町411[12]、1996年8月8日開店[12]

#### 徳島県
- 住吉店 - 徳島市住吉4-5-88[12]、1989年11月1日開店[12]
- 矢三店 - 徳島市南矢三町3-5-42[12]、1986年6月25日開店[12]
- アワーズ店 - 阿波市阿波町伊沢田88番地の1、1999年3月12日開店
- アクアシティー店 - 吉野川市鴨島町上下島字野神の元92-3、1994年11月開店-2021年1月10日閉店

#### 愛媛県
- 山越店 - 2019年3月31日閉店[15][16]、建物はザ・ビッグ松山山越店として現存。

## レストラン店舗

### 過去に存在した店舗

#### 香川県
ぐり～んはうす（ファミリーレストラン）
- 南新町店 - 高松市南新町4-6
- 松島店 - 高松市松島町3-19-10
- 東ハゼ店 - 高松市東ハゼ町7-12
- 昭和店 - 坂出市昭和町1-1009-4
- 田村店 - 丸亀市田村町字2丁目510
- 上吉田店 - 善通寺市上吉田町412-1、2009年1月25日閉店
- 茜町店 - 高松市茜町1-11
- 牟礼店 - 高松市牟礼町牟礼287-1

うどんや
- 南新町店- 高松市南新町4-6

円居（和食レストラン）
- 国分寺店 - 高松市国分寺町新居1340-1

カサ・デル・マール（シーフードレストラン）
オンザパーク（レストラン）

#### 徳島県
ぐり～んはうす（ファミリーレストラン）
- 沖浜店 - 徳島市八万町沖須賀58-3

円居（和食レストラン）
- 川内店 - 徳島市川内町大松248

## 価格表記
2014年の消費税率引き上げの際に税込価格表示の義務がなくなったことから、2015年6月に税込価格表示を全廃した（「何円+税」のみ表示）が、2017年5月1日に税込価格表示を復活させている。復活後の税込価格は小数第2位まで（例：本体198円（税込231.84円））表示している。

## その他
- 2003年5月、佐竹文彰は30年近く社長を務めていたが「後進へのバトンタッチや自身の健康・体調を理由に」社長職を当時副社長兼管理本部長だった嵯峨山由範に譲り、自身は会長に退いた[18][19]。2007年5月「体調の回復およびスーパーマーケット業界の競争激化の中で陣頭指揮を執る」と再び社長に就任した。[19]。2014年5月に社長を子息の佐竹克彦に譲って会長専任となり、2015年12月4日に75歳で死去した[20]。
- マルヨシ本部の南側の土地（香川県道33号をまたいだ先）に、九州地区で急成長を続けるドラッグストアチェーンコスモス薬品（スーパードラッグコスモス=九州地方で最大手のドラッグストア）が進出している。
- かつての登記上の本店（高松市の南新町商店街）が所在するビルには、有限会社佐竹興産という、マルヨシとは別の佐竹家の資産管理会社が存在する。同社は第3位の大株主である[21]。
- 主要取引先銀行は地銀の百十四銀行である。一方、マルナカの主要取引先銀行は、第二地銀の香川銀行である。百十四銀行の店舗外ATMはマルナカにも設置されているが、香川銀行の店舗外ATMはマルヨシセンターにはウイングポート店と茜町店の2カ所しか設置されておらず、ウイングポート自体がマルヨシセンター単独の持ち物ではない（香川町商業協同組合の専有部及びマルヨシセンターと香川町商業協同組合の共有部を含む）ので実質的には皆無であった。茜町店のATMは近隣にあった中央市場支店が2022年10月14日（営業最終日）をもって実質廃店（西宝町支店にブランチインブランチ）されたため、その代替として設置された。